# Unió Nacional Espanyola (antifranquisme)
La Unió Nacional Espanyola (UNE) (en castellà: Union Nacional Española, UNE) va ser una organització creada a Montalban el 1942 promoguda pel PCE amb el suport dels aliats que perseguia evitar l'entrada d'Espanya en la Segona Guerra Mundial, i la reinstauració d'un sistema republicà a Espanya per substituir al Franquisme que havia guanyat la Guerra Civil espanyola, alhora que lluitava contra els ocupants nazis a França. Tenia dues publicacions: Pueblo Español: periódico de la Unidad de todos los españoles contra Franco y la Falange i Unidad Reconquista de España. Portavoz de la 241 brigada 186 División de Guerrilleros al Servicio de Unión Nacional.
L'organització es va crear al voltant del Partit Comunista d'Espanya (PCE) i en ella s'integraven dissidents d'altres grups polítics, excloent els corrents marxistes, feixistes i independentistes. La Unión recolzava amb totes les seves forces al moviment guerriller, que mantenia encès, i va arribar a tenir el 1944 21 grups, dos de la CNT, dos d'Izquierda Republicana, un del PSOE, 10 del PCE i sis del PSUC.